# Truro City FC
Truro City FC (celým názvem: Truro City Football Club; kornsky: Klub Peldroes Truru) je anglický fotbalový klub, který sídlí ve městě Truro v nemetropolitním hrabství Cornwall. Založen byl v roce 1889. Od sezóny 2015/16 hraje v National League South (6. nejvyšší soutěž). Klubové barvy jsou černá a bílá.
Své domácí zápasy odehrává na stadionu Treyew Road s kapacitou 3 800 diváků.

## Získané trofeje
- FA Vase ( 1× )
  - 2006/07
- Cornwall Senior Cup ( 15× )
  - 1894/95, 1901/02, 1902/03, 1910/11, 1923/24, 1926/27, 1927/28, 1937/38, 1958/59, 1966/67, 1969/70, 1994/95, 1997/98, 2005/06, 2006/07, 2007/08

## Úspěchy v domácích pohárech
Zdroj: 
- FA Cup
  - 1. kolo: 2017/18
- FA Trophy
  - 2. kolo: 2015/16
- FA Vase
  - Vítěz: 2006/07

## Umístění v jednotlivých sezonách
Stručný přehled
Zdroj: 
- 1951–1975: South Western League
- 1975–1978: Cornwall Combination
- 1978–2006: South Western League
- 2006–2007: Western Football League (Division One)
- 2007–2008: Western Football League (Premier Division)
- 2008–2009: Southern Football League (Division One South & West)
- 2009–2011: Southern Football League (Premier Division)
- 2011–2013: Conference South
- 2013–2015: Southern Football League (Premier Division)
- 2015– : National League South

Jednotlivé ročníky
Zdroj: 
Legenda: Z – zápasy, V – výhry, R – remízy, P – porážky, VG – vstřelené góly, OG – obdržené góly, +/- – rozdíl skóre, B – body, červené podbarvení – sestup, zelené podbarvení – postup, fialové podbarvení – reorganizace, změna skupiny či soutěže
| Sezóny  | Liga                                        | Úroveň | Z  | V  | R  | P  | VG | OG | +/- | B  | Pozice |
| ------- | ------------------------------------------- | ------ | -- | -- | -- | -- | -- | -- | --- | -- | ------ |
| 2009/10 | Southern Football League (Premier Division) | 7      | 42 | 17 | 11 | 14 | 78 | 65 | +13 | 62 | 11.    |
| 2010/11 | Southern Football League (Premier Division) | 7      | 40 | 27 | 6  | 7  | 91 | 35 | +56 | 87 | 1.     |
| 2011/12 | Conference South                            | 6      | 42 | 13 | 9  | 20 | 65 | 80 | -15 | 48 | 14.    |
| 2012/13 | Conference South                            | 6      | 42 | 9  | 8  | 25 | 57 | 90 | -33 | 25 | 22.    |
| 2013/14 | Southern Football League (Premier Division) | 7      | 44 | 15 | 9  | 20 | 68 | 84 | -16 | 54 | 17.    |
| 2014/15 | Southern Football League (Premier Division) | 7      | 44 | 27 | 5  | 12 | 83 | 58 | +25 | 86 | 3.     |
| 2015/16 | National League South                       | 6      | 42 | 17 | 14 | 11 | 62 | 55 | +7  | 65 | 4.     |
| 2016/17 | National League South                       | 6      | 42 | 11 | 7  | 24 | 53 | 99 | -46 | 40 | 19.    |
| 2017/18 | National League South                       | 6      | 42 | 20 | 9  | 13 | 71 | 55 | +16 | 69 | 7.     |
| 2018/19 | National League South                       | 6      | 42 |    |    |    |    |    |     |    |        |